# ألكسندر هنتر
ألكسندر هنتر (بالإنجليزية: Alexander Hunter)‏ (و. 1729 – 1809 م) هو عالم نبات، كان عضوًا في الجمعية الملكية، توفي عن عمر يناهز 80 عاماً.

## التعليم
تعلم في جامعة إدنبرة.

## جوائز
حصل على جوائز منها:
- زميل في الجمعية الملكية.